# Roman Zieglgänsberger
Roman Zieglgänsberger (* 1972 in München)  ist ein deutscher Kunsthistoriker und Fachautor. Seit 2010 wirkt er als Kustos am Museum Wiesbaden. Des Weiteren ist Zieglgänsberger Autor von Aufsätzen und Monografien über Künstler und Ausstellungen der klassischen Moderne sowie als Lehrbeauftragter der Universität Mainz tätig.

## Werdegang
Roman Zieglgänsberger studierte an der Universität München Kunstgeschichte und wurde ebendort 2004 zum Dr. phil. promoviert mit einer Arbeit über Karl von Pidoll, einem Schüler von Hans von Marées. Anschließend ging er als Volontär zur Staatsgalerie Stuttgart. Erste Anstellungen als Kurator fand Zieglgänsberger im Paula Modersohn-Becker Museum in Bremen und anschließend in der Ostdeutschen Galerie in Regensburg, dort übernahm er die Leitung der Grafischen Sammlung. 2010 ging er zum Museum Wiesbaden und ist dort derzeit (2020) Kustos Klassische Moderne und Leiter des Vordemberge-Gildewart Archivs. Außerdem gehört die Kooperation mit Universitäten zu seinen Dienstpflichten, wobei er an der Universität Mainz als Lehrbeauftragter auch selbst unterrichtet.
Neben seinen Museumstätigkeiten ist Zieglgänsberger umfangreich als Autor und Herausgeber von Monografien, Aufsätzen und Anthologien zu einzelnen Künstlern, Werken sowie Stilrichtungen und Entwicklungen der Klassischen Moderne sowie der Kataloge zu den von ihm kuratierten Ausstellungen tätig.

## Publikationen (Auswahl)

### Autor (Monografien)
- Karl von Pidoll – Das Leben und das Werk. Frankfurt 2005 im Lang Verlag (zugleich Dissertation München 2004) ISBN 978-3-631-53464-9
- Alexej Jawlensky. Köln 2016 im Wienand Verlag (Künstlerbiografie) ISBN 978-3-86832-286-6
- Marianne Werefkin. Köln 2019 im Wienand Verlag (Künstlerbiografie) ISBN 978-3-86832-540-9
- Lebensmenschen – Alexej von Jawlensky und Marianne von Werefkin. München 2019 im Prestel Verlag (Ausstellungskatalog als Mitautor und Herausgeber) ISBN 978-3-7913-5933-5

### Herausgeberschaft
- Horizont Jawlensky – Alexej von Jawlensky im Spiegel seiner künstlerischen Begegnungen 1900 - 1914 . München 2014 im Hirmer Verlag (Ausstellungskatalog) ISBN 978-3-7774-2172-8
- Black Man – Das Jahr 1977 im Werk von Walter Stöhrer. Köln 2016 im Wienand Verlag (Ausstellungskatalog) ISBN 978-3-86832-338-2
- Der Garten der Avantgarde – Heinrich Kirchhoff, ein Sammler von Jawlensky, Klee, Nolde …. Petersberg 2017 im Michael Imhof Verlag ISBN 978-3-7319-0584-4